# Bacopa appressa
Bacopa appressa là một loài thực vật có hoa trong họ Mã đề. Loài này được (Pennell) Standl. mô tả khoa học đầu tiên năm 1936.